# Онджива
Онджива (порт. Ondjiva; до 1975: Перейра д'Еса (порт. Pereira d'Eça) або Віла Перейра д'Еса (порт. Vila Pereira d'Eça) та Віла Перейра ді Еса (порт. Vila Pereira de Eça), на честь португальського генерала та міністра Антоніу Перейра ді Еса) — місто, розташоване у південній Анголі.  Є адміністративною столицею провінції Кунене. Онджива було серйозно пошкоджене авіацією під час громадянської війни в Анголі. Його відновлення почалося в березні 2002 року після укладення перемир'я. Висота над рівнем моря - 1099 метрів. У місті знаходиться кілька невеликих церков і руїни старого палацу, який був знищений південноафриканською армією[джерело?]. Населення на 2010 рік - 19 602 людини, а на 2012 рік - 21 068 осіб.

## Клімат
Місто знаходиться у зоні, котра характеризується кліматом помірних степів та напівпустель. Найтепліший місяць — жовтень із середньою температурою 25.6 °C (78 °F). Найхолодніший місяць — липень, із середньою температурою 15.6 °С (60 °F).
| Клімат Ондживи          | Клімат Ондживи | Клімат Ондживи | Клімат Ондживи | Клімат Ондживи | Клімат Ондживи | Клімат Ондживи | Клімат Ондживи | Клімат Ондживи | Клімат Ондживи | Клімат Ондживи | Клімат Ондживи | Клімат Ондживи | Клімат Ондживи |
| Показник                | Січ.           | Лют.           | Бер.           | Квіт.          | Трав.          | Черв.          | Лип.           | Серп.          | Вер.           | Жовт.          | Лист.          | Груд.          | Рік            |
| Середня температура, °C | 25             | 24             | 24             | 23             | 20             | 17             | 16             | 19             | 24             | 26             | 26             | 25             | 22             |
| Норма опадів, мм        | 109            | 145            | 121            | 51             | 3              | 0              | 0              | 0              | 1              | 18             | 56             | 104            | 609            |
| ----------------------- | -------------- | -------------- | -------------- | -------------- | -------------- | -------------- | -------------- | -------------- | -------------- | -------------- | -------------- | -------------- | -------------- |
| Джерело: Weatherbase    |                |                |                |                |                |                |                |                |                |                |                |                |                |

## Транспорт
Онджива не обслуговувалось залізницею, але з 2008 року залізничне сполучення між Анголою і Намібією проходить через це місто. Місто розташоване за 42 км від кордону з Намібією. Починаючи з 15 травня 2012 року планувалося розпочати перельоти тричі на тиждень між Віндгуком і аеропортом Онджива.

## Відомі люди
- Марселіна Ваекені, Міс Ангола 2012, делегована на Міс Всесвіт-2012.